# イギリスの戦争の擁護
イギリスの戦争の擁護（"British authors defend England's war", "British authors condemn Germany", "Famous British authors defend England's war", "Declaration by authors")とは、第一次世界大戦中の1914年9月17日、ロンドンにおいてイギリスの代表的作家が連名で出した声明。

1914年9月18日のタイムズに1914年9月付の声明が"Britain's destiny and duty : declaration by authors : a righteous war"の見出しで52名の署名者リストと共に掲載された。

同日のニューヨーク・タイムズにも"British authors condemn Germany : Kipling, Caine, Barrie, Bridges, and others jointly justify England's course"の見出しで掲載されているが、この記事に付された署名者リストは41名分である。

10月18日にはニューヨーク・タイムズに"Famous British authors defend England's war"の見出しの許に53名の署名の画像と署名者簡解を付した全面ポスター版が再掲された。

## 戦時下のイギリス・ドイツ知識人による相互の声明・反応
- 1914年9月4日、自由党議員チャールズ・マスターマンは、イギリス外務省機関ウェリントンハウス（英語版）の戦争プロパガンダ局に代表的な作家を招待して意見を聞いた[7]。
- 同9月18日、タイムズ[3]とニューヨーク・タイムズ[4]に「イギリスの戦争の擁護」が掲載。
- 同10月4日、ドイツの作家、学者、芸術者93人が93人のマニフェストを発表。
- 同10月16日にはドイツの大学人3000人余が署名したドイツ帝国大学声明が出された。
- 同10月18日にはニューヨーク・タイムズに「イギリスの戦争の擁護」が署名画像入りで再掲。[1]。
- 同10月21日に大英帝国の大学人117人が連名でドイツ大学人への返答を出した。
- 同11月14日、ジョージ・バーナード・ショーはCommon sense about the warで、戦争当事国は等しく犯罪者であるとし、「世界を軍事支配するためにイギリスとドイツのユンカーと軍国主義者が何年も切望していたチャンスに飛びついている」とした[8]。ショーの主張はイギリス知識人や友人の間で怒りを買った[9][10]。「イギリスの戦争の擁護」に署名していたアーノルド・ベネットは「ショーのナンセンス」でショーを批判し[11]、ショーはここで衝突して何になろうか、ベネットを自宅に招待すると返答した[12]。ショーは1917年にダグラス・ヘイグ司令官に招かれて西部戦場に記者として従軍し、兵士の人間的側面をレポートして称賛された。ショーはアメリカの参戦を「戦争の原因であるユンカー主義に対する第一級の道徳的な価値を持つもの」として絶賛した[13]。

## 内容
[抄出]
イギリスの作家の中にはドイツへの善意に満ちた者もいれば、平和主義者もいる。しかし、イギリスが世界大戦に参戦することを拒否することを回避できなかった。イギリスはベルギーの中立性を維持するようフランスに要請すると、フランスは受諾した。しかし、ドイツはベルギーの中立性の維持を拒否した。フランスもドイツによって戦争に引きずり込まれて破壊されたが、フランスの破滅を許すことは自由と文明に対する犯罪となる。
私達はドイツ文化には敬意を表す。しかし、他の国家に文化を押し付ける権利を持っているとは認めることはできない。
ドイツの運命がどうなろうとも、大英帝国は運命と義務を意識する。大英帝国および英語圏の人々は、「血と鉄」による軍事支配に対して、諸文明に共通する正義による支配、小国の権利を保護し、自由と法を守る理想を維持する。

## 署名者
(末尾"＊"はニューヨーク・タイムズ初出時(9月18日)のリストに記名なし。末尾"＊＊"はニューヨーク・タイムズ再掲時(10月18日)が初出)
1. ウィリアム・アーチャー
2. ハーリー・グランヴィル＝バーカー（英語: Harley Granville-Barker）
3. ジェームス・マシュー・バリー, 『ピーター・パン』の作者
4. ヒレア・ベロック ＊＊
5. アーノルド・ベネット ＊
6. アーサー・クリストファー・ベンソン（英語: A. C. Benson）
7. E. F. ベンスン（英語: E. F. Benson）
8. ロバート・ヒュー・ベンソン（英語: Robert Hugh Benson）
9. ローレンス・ビニョン
10. アンドリュー・セシル・ブラッドリー（英語: A. C. Bradley） ＊
11. ロバト・ブリッヂェズ（英語: Robert Bridges）
12. ホール・ケイン（英語: Hall Caine）
13. R. C. Carton（英語: R. C. Carton）
14. チャールズ・ハドン・チェンバース（英語: C. Haddon Chambers）
15. G・K・チェスタトン
16. ヒューバート・ヘンリー・デイヴィス（英語: Hubert Henry Davies）
17. アーサー・コナン・ドイル
18. ハーバート・フィッシャー（英語: H. A. L. Fisher） ＊
19. ジョン・ゴールズワージー
20. エフ・アンスティ
21. ヘンリー・ライダー・ハガード
22. トーマス・ハーディ
23. ジェーン・エレン・ハリスン ＊
24. アンソニー・ホープ
25. モーリス・ヒューレット（英語: Maurice Hewlett）
26. ロバート・S・ヒチェンス（英語: Robert Hichens (writer)）
27. ジェローム・K・ジェローム
28. ヘンリー・アーサー・ジョーンズ（英語: Henry Arthur Jones）
29. ラドヤード・キップリング
30. ウィリアム・J. ロック（英語: William John Locke）
31. E・V・ルーカス ＊
32. ジョン・ウィリアム・マッケイル（英語: John William Mackail） ＊
33. ジョン・メイスフィールド
34. アルフレッド・エドワード・ウッドリー・メイスン（英語: A. E. W. Mason）
35. ギルバァト・マレー（英語: Gilbert Murray） ＊
36. ヘンリー・ニューボルト（英語: Henry Newbolt）
37. バリー・ペイン（英語: Barry Pain）
38. ギルバート・パーカー（英語: Sir Gilbert Parker, 1st Baronet）
39. イーデン・フィルポッツ
40. アーサー・ウィング・ピネロ（英語: Arthur Wing Pinero）
41. アーサー・キラークーチ
42. オーウェン・シーマン（英語: Owen Seaman）
43. ジョージ・ロバート・シムズ（英語: George Robert Sims） ＊
44. メイ・シンクレア（英語: May Sinclair）
45. フローラ・アニー・スティール（英語: Flora Annie Steel）
46. アルフレッド・スートロ（英語: Alfred Sutro） ＊
47. ジョージ・マコーリー・トレヴェリアン
48. ジョージ・トレヴェリアン (第2代準男爵)（英語: Sir George Trevelyan, 2nd Baronet）
49. トーマス・ハンフリー・ウォード（英語: Thomas Humphry Ward） ＊
50. メアリ・オーガスタ・ウォード（英語: Mary Augusta Ward） ＊
51. ハーバート・ジョージ・ウェルズ
52. マーガレット・ルイーザ・ウッズ（英語: Margaret Louisa Woods） ＊
53. イズレイル・ザングウィル, シオニスト作家